# آستور (فلوریدا)
آستور (به انگلیسی: Astor) یک منطقهٔ مسکونی در ایالات متحده آمریکا است که در شهرستان ولوسیا، فلوریدا واقع شده‌است. آستور ۶٫۴ کیلومتر مربع مساحت و ۱٬۴۸۷ نفر جمعیت دارد و ۱ متر بالاتر از سطح دریا واقع شده‌است.